# Miljan Pupović
Miljan Pupović (in serbo Миљан Пуповић?; Zagabria, 4 febbraio 1983) è un ex cestista serbo.

## Palmarès
- Lega Adriatica: 1

Reflex Belgrado: 2005-06
- Coppa di Bulgaria: 1

Cherno More Varna: 2015